# Masato Harada
Masato Harada (原田眞人 o 原田真人 Harada Masato?) es un director, crítico y actor japonés nacido el 3 de julio de 1949 en la ciudad de Numazu, en la Prefectura de Shizuoka. Para el gran público occidental es conocido por su participación como Omura en El último samurái.

## Filmografía

### Director
- Farewell, Movie Friend: Indian Summer (1979)
- Uindii (1984)
- Paris/Dakar 1500 (1986)
- The Heartbreak Yakuza (1987)
- Gunhed (1989)
- Tuff 5 (1992)
- Painted Desert (1993)
- Kamikaze Taxi (1995)
- Rowing Through (1996)
- Bounce Ko Gals (1997)
- Spellbound (1999)
- Inugami (2001)
- The Choice of Hercules (2002)
- Bluestockings (2005)
- Densen Uta (2007)
- The Shadow Spirit (2008)
- Climber's High (2008)
- Chronicle of My Mother (2011)
- Return (2013)
- Kakekomi (2015)
- The Emperor in August (2015)
- Sekigahara (2017)
- Killing for the Prosecution (2018)
- Baragaki: Unbroken Samurai (2021)
- Hell Dogs (2022)[1]

### Actor
- Fearless (2006) como Sr. Mita
- El último samurái (2003) como Sr. Omura